# Àtom mesònic
Un àtom mesònic és aquell en el que el nucli atòmic roman inalterat, mentre un o més dels electrons de la seva capa externa són substituïts per un mesó (que no és un leptó, com els electrons o els muons). Els mesons poden interaccionar via la força forta, així que els nivells energètics d'aquests àtoms estan influïts per la força forta que passa entre el nucli i el mesó.

Estructura del mesó pi

En un àtom mesònic, la força forta té efectes comparables a les interaccions electromagètiques, ja que els orbitals atòmics estan prou a prop de nuclis, que es deixi sentir aquesta interacció. Això provoca que la vida mitjana d'aquests àtoms disminueixi fins on les transicions entre els diferents nivells atòmics no són observables. Així, l'hidrogen piònic i l'hidrogen kaònic donen compte d'interessants proves experimentals sobre la teoria de les interaccions fortes, la cromodinàmica quàntica.